# Dypsis delicatula
Dypsis delicatula är en enhjärtbladig växtart som beskrevs av Britt och John Dransfield. Dypsis delicatula ingår i släktet Dypsis och familjen Arecaceae. IUCN kategoriserar arten globalt som sårbar.
Artens utbredningsområde är Madagaskar. Inga underarter finns listade i Catalogue of Life.